# Фализ, Алексис

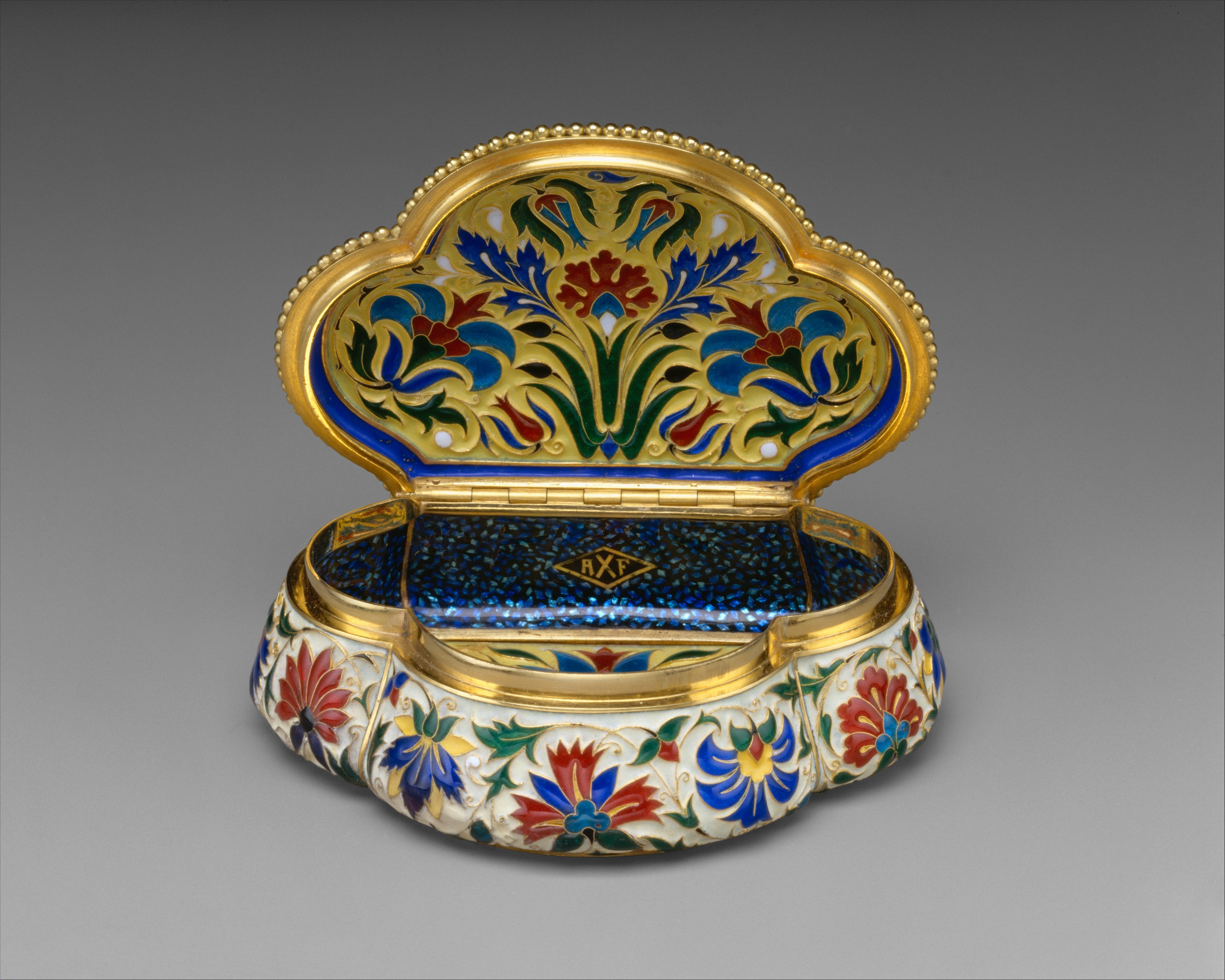
Табакерка с монограммой Алексиса Фализа. Ок. 1875 г. Золото, платина, эмаль клуазонне. Метрополитен-музей, Нью-Йорк

Алекси́с Фали́з (фр. Alexis Falize; 1811, Льеж — 1898) — французский художник-ювелир периода Второй империи. Основатель ювелирного дома «Фализ» (1838), один из основателей и первых членов Синдиката ювелирных мастеров (Chambre Syndicale de la Bijouterie Joaillerie Orfèvrerie, 1864).
Родился в Льеже в 1811 году, был старшим из пятерых детей в семье. В 1833 году стал подмастерьем у братьев Меллерио в Париже. В 1838 году открыл собственное дело в Пале-Рояле, в Галерее Валуа. Возглавлял мастерскую в 1838—1848 и в 1864—1876 годах. Плодотворно работал в «археологическом стиле», введённом в моду Алессандро Кастеллани. Выполнял работы для различных ювелирных домов, включая «Бушерон». Подписывался буквами AF, заключёнными в многогранник. В 1868 году вместе с Эженом Фонтене организовал профессиональную школу рисунка для ювелиров.
Сын и ученик Алексиса Фализа Люсьен (1839—1897) также стал ювелиром. Начиная с 1876 года он руководил мастерской «Фализ». В 1880 году фирма объединилась с фирмой специалиста по серебру Жермена Бапста. 
Для изделий мастерской отца и сына Фализов характерны «японизмы», использование эмали клуазонне в подражание изделиям Китая и Японии. Люсьен Фализ также успешно работал в «персидском стиле» и в новом для того времени стиле неоренессанс. 
После кончины Люсьена от сердечного приступа ювелирным домом продолжали управлять его сыновья, братья Фализ: Андре (1872—1936), Жан-Анри (1874—1948) и Пьер-Исидор (1875—1953), который был также живописцем, скульптором и эмальером стиля ар нуво.